# Aura (album de Steve Hillage)
Cet article concerne l'album de Steve Hillage. Pour l'album de Miles Davis, voir Aura.
Pour les articles homonymes, voir Aura.
Albums de Steve Hillage
Open (album de Steve Hillage)
(1979) For To Next / And Not Or
(1983)
Aura est une compilation de Steve Hillage parue en 1979. Elle regroupe des titres de Green et Open.

## Titres

### Face-A
1. Getting Better - 3:00
2. Palm Trees (Love Guitar) - 5:19
3. Unidentified (Flying Being) - 4:30
4. U.F.O. Over Paris - 3:11
5. The Glorious Om Riff - 7:46

### Face-B
1. Talking To The Sun - 5:56
2. 1988 Aktivator - 2:31
3. New Age Synthesis (Unzipping The Zype) - 8:46
4. Healing Feeling - 6:11